# انحنای میدان

آرایه حسگر تصویر رصدخانه فضایی کپلر منحنی است تا انحنای پتزوال تلسکوپ را جبران کند.

انحنای میدان یکی از ابیراهی‌های در عدسی‌ها است.
عدسی اصلاح شده از نظر ابیراهی کروی و انحراف کانونی را آپلانت می‌نامند. اگر این عدسی از نظر آستیگماتیسم هم اصلاح شده باشد، آناستیگمات است. در عدسی آناستیگمات سطوح مماسی و ساگیتال به یک سطح تصویر تنها در هم می‌ریزند که سطح پتزوال نامیده می‌شود. در این حالت تصویر شباهتی با شکل سطح شی (معمولاً مسطح) ندارد، بلکه در اکثر موارد سطحی خمیده به جلو است. این ابیراهی که انحنای میدان نامیده می‌شود، حتی در عدسی‌های نازک هم دیده می‌شود.

## انحنای میدان از چه چیزی ناشی می‌شود؟
هر سیتم اپتیکی از اشیا نقطه‌ای چه روی محور و چه خارج آن، تصاویر نقطه‌ای تشکیل خواهد داد. تحت این شرایط تصاویر روی سطح خمیده پتزوال می‌افتند که سطوح مماسی و تیر روی هم می‌افتند. در چنین سیستمی با وجودی که آستیگماتیسم تصحیح شده‌است ولی سطح کانونی منحنی است. هرگاه پرده صاف و در محل کانون قرار داده شود، مرکز میدان دید به صورت واضحی کانونی خواهد شد، اما لبه‌ها کاملاً مبهم و تار خواهند بود.
اگر پرده کمی جلوتر آورده شود، مرکز میدان و حاشیه‌های میدان تار خواهند بود و مابین آنها به صورتی واضح کانونی خواهد شد. از نظر ریاضی برای هر سیستم فیزیکی اپتیکی یک سطح پتزوال وجود دارد و اگر توان و ضریب شکست عدسی‌ها ثابت بماند، شکل سطح پتزوال را با تغییر دادن ضریب شکل عدسی‌ها یا فواصل آنها نمی‌توان تغییر داد.

## چگونه می‌توان انحنای میدان را به مینیمم رساند؟
اگر سیستمی از عدسی‌ها را چنان طراحی کنند که سطح T صاف باشد و سطح S منحنی باشد ولی نه چندان زیاد، تصاویر سرتاسر میدان دارای تمرکز معقول و خوبی خواهد بود. این وضعیت تصحیح در انواع معین از عدسی عکاسی بسیار کاربرد دارد. انحنای میدان را می‌توان برای یک تک عدسی به کمک روزنه تصحیح کرد. روزنه به عنوان جز دوم سیستم، پرتوهای خروجی از هر نقطه شی را به گونه‌ای که مسیرهای پرتوهای اصلی از نقاط مختلف از بخش‌های مختلف عدسی عبور کنند، محدود می‌کند.
بعضی سازندگان دوربین عکاسی جعبه‌ای ارزان قیمت، از یک تک عدسی هلالی و یک روزنه‌بند استفاده می‌کنند و با آنها به نحو معقولی تصاویر خوبی می‌گیرند.